# Apoptoza
Apoptoza (grško starogrško άπόπτωσισ: apó – »od, iz« + ptosis – »padanje«) je eden od tipov programirane celične smrti. Znana je tudi kot celična smrt tipa I ali fiziološka celična smrt. Ker gre za uravnavan proces, govorimo tudi o celičnem samomoru. V nasprotju z nekrozo, tj. patološko celično smrtjo, ne privede do vnetnega procesa.
Proces apoptoze lahko sprožijo zunanji dejavniki (aktivatorji), ki se vežejo na membranske receptorje, ali pa znotrajcelični signali, ki delujejo na mitohondrije. Tako ločimo ekstrinzično (zunanjo) pot in intrinzično (notranjo) pot apoptoze. Za večino celičnih učinkov je ključno delovanje proteinaz kaspaz, ki razgrajujejo celične komponente, pomembni regulatorji pa so pripadniki družine beljakovin bcl-2.
Kaskada biokemičnih reakcij privede do morfoloških sprememb, vidnih tudi pod mikroskopom. Celica se skrči, na površini se pojavijo mehurčkasti izrastki, jedro in mitohondriji se razgradijo, DNK pa se razreže na krajše fragmente. V končni stopnji celotne apoptozne celice ali apoptotska telesca, ki nastanejo iz njih, požrejo imunske celice v procesu fagocitoze.
Za normalno delovanje organizma je apoptoza nujno potrebna, saj se s tem odstranjujejo celice, ki so okužene, imajo poškodovan DNK, so rakasto spremenjene ali so odvečne (npr. pri razvoju organov pri zarodku).

## Potek apoptoze
Proces apoptoze lahko v splošnem razumemo kot zaporednje štirih posameznih procesov. Apoptozo sprožijo različni signali (aktivatorji), ki so lahko zunajcelični (ekstracelularni) ali znotrajcelični (intracelularni). Nadzor nad procesom izvajajo določene beljakovine, ki lahko »potrdijo« nadaljevanje procesa k izvedbi uničenja celice, lahko pa ga tudi prekinejo. Sledijo katabolne reakcije, ki jih izvajajo posebne proteaze, imenovane kaspaze, od Mg2+ in Ca2+ odvisne endonukleaze ter transglutaminaza, ki navzkrižno povezuje topne citoplazemske beljakovine in citoskeletne beljakovine v kovalentno povezane ovoje, ki razpadejo na apoptotska telesca. Celice v procesu apoptoze in njihovi deli imajo na svoji površini posebne označevalne molekule, ki pospešijo njihov privzem in odstranitev preko sosednjih celic ali fagocitov.

### Sprožitev apoptoze s signali
Zunajcelični aktivatorji oz. signali so lahko hormoni, rastni dejavniki, dušikov oksid (NO), toksini ali citokini, ki morajo preiti skozi celično membrano (plazmalemo) ali se vezati na membranski receptor za prevajanje signala. Signal lahko sproži apoptozo, kar imenujemo pozitivna indukcija, lahko pa zavira oz. inhibira apoptozo, kar imenujemo negativna indukcija.
Nepopravljive poškodbe DNK ali drugih pomembnih struktur zaradi visoke temperature, radioaktivnosti, visokoenergetskega elektromagnetnega valovanja (ultravijolična svetloba, rentgenski žarki), pomanjkanja hranilnih snovi in hipoksije ter virusna okužba, rakasta transformacija, povečana koncetracija kalcijevih ionov (npr. zaradi poškodbe plazmaleme) in vezava glukokortikoidov na jedrne receptorje lahko sprožijo sprostitev znotrajceličnih aktivatorjev apoptoze.

#### Ekstrinzična pot signalizacije
Zunajcelični aktivatorji, kot so hormoni in rastni faktorji, lahko sprožijo apoptozo. Za neposredno sprožitev pa sta v bistvu odgovorna dva faktorja, in sicer tumorje nekrotizirajoči faktor (TNF) in ligand Fas.
TNF je citokin, ki ga večinoma proizvajajo aktivirani makrofagi. TNF in drugi ligandi smrtnih receptorjev so trimeri oz. so zgrajeni iz treh enakih polipeptidnih verig, zato pride pri vezavi do trimerizacije receptorjev. Večina celic ima dva receptorja za TNF, in sicer TNF-R1 in TNF-R2. Pri vezavi na TNF-R1 pride do aktivacije kaspaz preko posrednih submembranskih beljakovin, imenovanih TNF receptor-asociirana smrtna domena (TRADD) in Fas-asociirana smrtna domena (FADD). Vezava lahko vodi tudi v posredno aktivacijo apoptoze preko aktivacije transkripcijskih faktorjev, udeleženih v celičnem preživetju in vnetnih odgovorih. Slednje pojasnjuje tudi vez med nenormalno proizvodnjo TNF in številnimi boleznimi, še posebej avtoimunimi boleznimi.
Ligand Fas (FasL) se veže na receptor Fas (tudi Apo-1 ali CD95), ki je transmembranska beljakovina in pripadnik družine TNF. Vezava sproži nastanek kompleksa DISC (angleško death-inducing signaling complex) v katerem so udeleženi FADD, kaspaza-8 in kaspaza-10. Pri nekaterih tipih celic kaspaze-8 neposredno aktivirajo druge kaspaze, v drugih tipih celic pa se sproži izločanje proapoptitičnih beljakovin iz mitohondrijev in aktivacija kaspaz-8 se ojača.
Obstaja tudi apoptotična pot, neodvisna od kaspaz, ki jo uravnava AIF (angleško apoptosis-inducing factor).
PI 3-kinazna pot in preživetje celice
PI 3-kinazna pot predstavlja eno od glavnih negativnih indukcij apoptoze in je tako pomembna za promoviranje preživetja celice. Pomemben je encim PI 3-kinaza, ki je aktiviran preko tirozin-kinaze ali G-proteina, sklopljenim z membranskim receptorjem. Encim fosforilira fosfatidil 4,5-bifosfat (PIP2) v fosfatidil (3,4,5)-trifosfat (PIP3). Slednji aktivira kinazo akt, ki fosforilira več beljakovin, ki uravnavajo apoptozo. Eden ključnih substratov encima je proapoptotična beljakovina bad. Fosforilacija povzroči nastanek vezavnega mesta za določeni šaperon, ki vzdržuje bad v neaktivni obliki. Podobni mehanizem deaktivacije poteče tudi pri delovanju beljakovin ras, raf, MEK in ERK.

#### Intrinzična pot signalizacije
Znotrajcelični signali za apoptozo so v bistvu razne poškodbe DNK in drugih celičnih komponent, rakaste transformacije, virusne okužbe in stresne razmere, kot je pomanjkanje hranil in kisika. Tako sta ob poškodbi DNK, npr. zaradi ultravijolične svetlobe, aktivirani beljakovini ATM, ki zazna dvojne prelome, in ATR, ki zazna enojne prelome, pa tudi nepodvojeni del DNK v primeru napake pri podvajanju. Poleg tega, da aktivirata določene kinaze (CHK1 in CHK2), ki fosforilirajo od ciklina odvisne kinaze (Cdk) in s tem preprečijo nadaljevanje celičnega cikla, ATM preko CHK2 stabilizira beljakovino p53, ki v danem primeru deluje kot trankripcijski faktor za proapoptotične beljakovine družine bcl-2, kot sta PUMA in Noxa (p53 sicer navadno deluje kot trankripcijski faktor za beljakovino p21, ki inhibira kompleks Cdk2/ciklin B). Beljakovino p53 lahko tako obravnavamo kot znotrajcelični senzor celičnih poškodb.

### Vloga kaspaz in pripadnikov bcl-2 družine
Ključni izvajalci apoptoze so encimi, kolektivno imenovani kaspaze. Signalne poti aktivirajo t. i. iniciatorske kaspaze, npr. kaspaze-8 in kaspaze-9, ki aktivirajo efektorske kaspaze, npr. kaspaze-3, kaspaze-6 in kaspaze-7. Efektorske kaspaze razgrajujejo preko 100 različnih beljakovin v celici. Ključni substrati kaspaz so zaviralec encima DNaza, ki je ob aktivaciji odgovoren za fragmentacijo DNK, jedrni lamini, katerih razgradnja vodi v fragmentacijo jedra in beljakovine citoskeleta, katerih razgradnja vodi v destabilizacijo celične membrane in fragmentacijo celice.
Osrednjo regulacijsko vlogo v apoptozi imajo pripadniki družine bcl-2. Obstajata dva osnovna tipa beljakovin te družine, in sicer proapoptotične beljakovine (npr. bak in bax), ki neposredno inducirajo apoptozo ob aktivaciji, ter antiapoptotične beljakovine (npr. bcl-2), ki inhibirajo proapoptotične proteine. Po prejetju ugodnega signala določeni pripadniki družine bcl-2 delujejo kot antagonisti na antiapoptotične beljakovine, kar aktivira proapoptotične beljakovine.
Bak in bax tvorita oligomere v zunanju membrani mitohondrija, ki delujejo kot kanali, skozi katere lahko prehajajo snovi, pomembne za proces. Izjemen pomen ima citokrom c, ki je navadno prisoten v medmembranskem prostoru mitohondrija in je vključen v dihalno verigo: citokrom c se veže na Apaf-1 (angleško Apoptotic peptidase activating factor 1), na katerega se vežejo tudi kaspaze-9. Skupaj tvorijo t. i. apoptosom, kar je potrebno za aktivacijo kaspaz-9 in s tem za začetek apoptoze. Pri sesalcih poleg citokroma c iz medmembranskega prostora izhajata še dve beljakovini, imenovani Smac/Diablo in Omi/Htr2, ki delujeta kot antagonista inhibitorjev apoptoze (IAP). IAP-ji zavirajo apoptoze preko neposredne inhibicije kaspaz ali pa slednje označijo za ubikvitinacijo in posledično razgradnjo v proteasomih. Z antagoniziranjem delovanja IAP Smac/Diablo in Omi/Htr2 torej promovirata delovanje kaspaz in s tem apoptozo.

### Pregled apoptotskih signalnih poti
Ker je apoptoza proces, ki praktično vodi v smrt celice, je logično, da obstajajo številne signalne poti z mnogimi komponentami, ki uravnavajo pričetek procesa. Zaradi zapletenosti so vse glavne poti prikazane v spodnjem shematskem pregledu.

### Faza razgradnje in morfološke spremembe
Po aktivaciji začnejo efektorske kaspaze organizirano razgrajevati celične komponente, kar se odraža v zaporedju značilnih morfoloških sprememb:
1. Kromatin v jedru se zgosti in razporedi na periferiji jedra, kar se imenuje piknoza.[16][17]
2. Citoplazma se zgosti in organeli so razporejeni tesno skupaj.
3. Sočasno z zgornjima spremembama se celica skrči in postane bolj zaokrožena zaradi razgradnje citoskeleta, stiki s sosednjimi celicami so prekinjeni.
4. Jedrna ovojnica postane prekinjena, DNK v jedru pa je razrezana na diskretna kromatinska telesca ali nukleosomalne enote, kar se imenuje karioreksa oz. karioklazija (angleško karyorrhexis).[18]
5. Celična membrana se naguba.
6. Sledi razpad celice na številna apoptotska telesca, ki vsebujejo po več jedrnih delcev.

Odstranjevanje ostankov celice opravijo lokalni fagociti, kar se imenuje eferocitoza. Apoptotska telesca izražajo na zunanji (ekstracelularni) strani plazmaleme različne signalne molekule, s katerimi se vežejo na membranske receptorje fagocitov. Le-ti jih prepoznajo in sprožijo proces fagocitoze, brez povzročitve vnetnega odgovora. Pogosta signalna molekula je fosfatidil serin, ki je normalno prisoten na citoplazemski strani plazmaleme; domnevano je, da molekule fosfatilid serina prenese na zunanjo stran hipotetičen encim, imenovan skramblaza.
Proces apoptoze poteče hitro, zaradi česar je zaznavanje procesa težavno. Med kariorekso je DNK razrezana na koščke različne velikosti, kar pri gelski elektroforezi daje »lestvičast« videz. S pomočjo tega lahko ločimo apoptozo od nekroze, npr. zaradi ishemije ali delovanja toksičnih snovi na celico.

## Funkcije

### Uničenje potencialno škodljivih celic
Apoptoza ima izreden pomen pri odstranjevanju celic, ki so poškodovane preko sprejemljivih mej za popravilo, rakasto transformiranih celic in virusno okuženih celic. Odsotnost apoptoze pri odstranjevanju tovrstnih celic vodi v različna obolenja: tako npr. okužbe s papilomavirusi, ki motijo delovanje beljakovine p53, vodijo v nastanek raka materničnega vratu. 

### Homeostaza
Število celic v odraslem organizmu je relativno konstantno zaradi ravnovesja med odmiranjem celic (preko apoptoze) in proliferacije celic. Homeostaza vključuje kompleksne regulacijske poti. Napake v regulacijskih mehanizmov tega ravnovesja lahko privedejo do dveh tipov usodnih motenj:
- celice lahko nenadzorovano proliferirajo (neoplazija), tj. celice se delijo hitreje kot pa odmirajo, kar vodi do nastanka tumorja;
- celice se delijo počasneje, kot pa odmirajo, kar vodi v izgubo celic.

Nazoren primer tovrstne homeostaze predstavljajo od hormonov odvisne fiziološke involucije, tj. zmanjšanje hipertrofičnega organa na normalno velikost po opravljeni funkciji pod vplivom hormonov, kot so involucija endometrija (notranje plasti maternice) med menstrualnim ciklom, involucija maternice po porodu ter involucija mlečnih žlez v dojkah po odstavitvi (tj. po prenehanju dojenja). K temu lahko prištevamo tudi patološke atrofije (zmanjšanje organa ali njegovih delov, celic), kot npr. atrofija prostate po kastraciji.

### Embrionalni razvoj
Programirana celična smrt je sestavni del v razvoju tkiv in organov v živalih in rastlinah. Vsaki razvoj le-teh je v začetku karakteriziran z obsežno proliferacijo celic določenega tipa, zaradi česar je potrebno nastalo maso »oblikovati« v pravilno obliko preko apoptoze.
Tako se npr. odstrani do 50 % vseh nastalih nevronov v embrionalnem razvoju. Preostali nevroni tvorijo določene povezave oz. sinapse z drugimi celicami (sinapse) in izločajo rastne faktorje, ki promovirajo preživetje celic. Značilen primer je tudi diferenciacija prstov na okončinah.

### Nadzor imunskega sistema
Odziv na antigen se kaže kot proizvodnja ogromnega števila protiteles. Zaradi tega limfociti B z neučinkovitimi protitelesi propadejo, saj bi sicer lahko napadli normalne telesne celice. V limfocitih T je apoptoza pričeta z umikom signalov za preživetje celice. Limfociti T, ki se nahajajo v periferiji telesa, predstavljajo le 10 % vseh limfocitov T, ki so v začetni fazi šli skozi proces selekcije; neustrezne celice so tako nadzorovano propadle.
Citotoksični limfociti T (Tc) lahko sicer neposredno inducirajo apoptozo v tarčnih celicah. V celični membrani ustvarijo pore s perforinom, skozi katere prehajajo granule, ki vsebujejo grancim B. Le-ta je proteaza, ki aktivira številne kaspaze v tarčni celici in s tem sproži proces apoptoze.

## Apoptoza in avtofagija
Medsebojni odnos apoptoze in avtofagije odloča o preživetju ali smrti celice. Nazoren primer tega so mitohondriji, ki v primeru poškodbe postanejo prepustne za razne molekule, med drugim tudi za signalne molekule za sproženje apoptoze, kot sta citokrom c in Smac/DIABLO. Sprožena avtofagija lahko razgradi poškodovane mitohondrije in ustavi apoptozo ter tako prepreči celično smrt, v primeru obsežnih poškodb celice pa avtofagija ne zadostuje za popravilo, zato celica sproži proces apoptoze ali pa nadaljuje z avtofagno aktivnostjo in sproži citoplazemsko celično smrt. Zelo verjetno sta oba procesa evolucijsko sorodna, saj so bile odkrite nekatere skupne molekule, poleg tega pa nekatere celice v procesu odmiranja kažejo morfološke oz. ultrastrukturne značilnosti avtofagije, medtem ko so na molekularnem nivoju izražene značilnosti apoptoze.
Oba procesa sicer nista vedno izključujoča, tj. lahko potekata sočasno v isti celici. Glede na odnose med obema procesoma lahko razdelimo celice v tri kategorije:
1. makroavtofagija ni del celične smrti, njena sprožitev pa upočasni ali celo prepreči apoptozo;
2. avtofagija je del apoptoze in je sprožena v zadnjih fazah apoptoze kot pomožni mehanizem;
3. avtofagija in apoptoza potekata sočasno in skupno prispevata k celični smrti.

## Vpletenost v patofiziološke procese
Apoptoza je v svojem bistvu proces z mnogimi zaporednimi dogodki, ki vsebujejo veliko število različnih biokemičnih komponent. Vsaka odstranitev ali modifikacija katerekoli komponente zato privede do spremembe v drugi komponenti (vzročno-posledično razmerje), kar lahko v živem bitju povzroči katastrofalen učinek, pogosto v obliki bolezni ali neke druge nepravilnosti. Z drugimi besedami, nepravilnosti v procesu lahko popolnoma onemogočijo apoptozo, zaradi česar lahko celice preživijo svoj »rok uporabnosti« in so se zmožne podvojevati, kar poveča možnost za njeno rakasto ali kakšno drugo bolezensko spremembo.

### Virusna okužba
Apoptozo lahko obravnavamo tudi kot vrsto prirojenega imunskega odziva na virusno okužbo. Virusi oz. njihovi delci/sekreti lahko sprožijo apoptozo okuženih celic preko različnih mehanizmov, med drugim preko:
- vezave na receptor;
- interakcije z beljakovino p53;
- izražanja virusnih beljakovine preko MHC sistema, kar omogoči prepoznavo okuženih celic s strani celic imunskega sistema (npr. naravne celice ubijalke in citotoksični limfociti T).[31]

Zaradi tega nosi večina virusov v svojem genomu zapis za beljakovine, ki inhibirajo apoptozo (antiapoptotični proteini), kot so homologi beljakovine bcl-2. Taka bcl-2 homologa sta npr. beljakovini BHRF1 (virus Epstein-Barr) in E1B 19K (adenovirus). Nekateri virusi izražajo kaspazne inhibitorje, kot je beljakovina CrmA virusa kravjih koz, medtem ko drugi virusi blokirajo delovanje TNF in Fas; primer tega je virus Myxoma, pri katerem se beljakovina M-T2 veže na receptor TNF in tako prepreči odziv. Poleg tega mnogo virusov izraža inhibitorje p53, ki se vežejo na p53 in preprečijo njegovo transkripcijsko aktivnost. Posledica tega je, da p53 ne more sprožiti apoptoze, saj ne more inducirati izražanja proapoptotičnih beljakovin. Primera tovrstnih inhibitorjev sta beljakovini E1B-55K adenovirusov in HBx virusa hepatitis B.
Nekateri virusi so tekom evolucije obrnili proces apoptoze v svoj prid. Namreč, širjenje virusa v telesu promovirajo v tem primeru tudi apoptotska telesca, v katerih se nahajajo virusi, saj fagociti fagocitirajo ta telesca in s tem praktično onemogočijo imunski odziv. Tako se torej lahko viruso izognejo uničenju, še posebej v poznih fazah okužbe.

#### Okužba s HIV-om
Glavna tarča virusa humane imunske pomanjkljivosti (HIV) so t. i. celice pomagalke, ki so izjemno pomembna komponenta imunskega sistema. Eden od mehanizmov, s katerim povzroči HIV uničenje omenjenih celic je aktivacija apoptoze, ki je posledica serije biokemičnih poti:
1. encimi HIV-a deaktivirajo antiapoptotično beljakovino bcl-2, hkrati pa aktivirajo proapoptotično prokaspazo-8;
2. raven celičnih beljakovin, ki sprožijo Fas posredovano apoptozo, se poviša;
3. raven CD4 glikoproteinskih označevalcev na celični membrani se zmanjša;
4. virusne beljakovine in ostali delci, sproščeni v zunajcelično tekočino, so sposobni inducirati v bližnjih celicah pomagalkah.

V tem smislu je HIV za razliko od večine virusov poseben, saj v končni fazi ne inhibira apoptoze, pa jo aktivira. V okuženih celicah HIV sicer sprva zavira nastanek molekul, ki so odgovorne za označevanje celic za apoptozo. To se zdi na prvi pogled paradoksno, vendar ravno to da virusu dovolj časa za pomnoževanje in posledično sproščanje virionov (popolnih kužnih virusov) in zadostne količine proapoptočnih molekul iz celice v okolico.

## Apoptoza v rastlinah
Programirana celična smrt v rastlinah je na molekularnem nivoju podobna apoptozi v živalih, vendar se v glavnem razlikuje v prisotnosti celične stene in odsotnosti imunskih celic, ki bi odstranjevale ostanke mrtvih celic. Namesto tega poteče v celicah avtoliza ostankov, tj. celične komponente se razgradijo v vakuolah z različnimi encimi. Poleg tega je prisotna tudi avtofagija, kjer se celične komponente z izjemo jedra razgradijo v avtofagosomih. Do sedaj niso bili odkriti encimi, homologni kaspazam, vendar so vključene druge, kaspazam nesorodne beljakovine, predvsem metakaspaze ter različni vakuolni encimi, prav tako pa niso bile odkrite druge beljakovine, povezane z apoptozo. Po drugi strani so bile te beljakovine po vstavitvi genov v rastlinski genom dejavne, kar nakazuje na to, da so določeni deli apoptotske poti prisotni v rastlinah, drugi deli pa so se pri različnih skupinah organizmov v evoluciji razvijali neodvisno.

## Primerjava z nekrozo
V osnovi sta oba procesa, tj. apoptoza in nekroza, udeležena v poškodbi tkiva, poleg tega pa je lahko apoptoza predhodni dogodek oz. lahko naznanja prihodnjo nekrozo. Iz vidika primerjave je pri apoptozi bistveno to, da le-ta služi omejevanju obsega poškodbe, saj je nadzorovan proces, ki ohranja energijo preko odstranjevanja poškodovanega tkiva za preživetje organizma kot celote. V nasprotju s tem je nekroza neorganiziran in nepredvidljiv proces, ki ga označujeta povečana entropija ter izguba energije, tj. v okolico se sprošča odpadni celični material. Posledično prido do kolateralnih poškodb pri sosednjih celicah in tkivih.
Razlike med obema procesoma lahko povzamemo v naslednji tabeli:
|                          | Apoptoza                                                           | Nekroza                                                                 |
| ------------------------ | ------------------------------------------------------------------ | ----------------------------------------------------------------------- |
| Sprožitveni dejavniki    | različni fiziološki in patološki dejavniki                         | hipoksija, hipertermija, ionizirajoče sevanje, okužbe, strupi idr.      |
| Histološki izgled        | vidne posamezne celice, kondenzacija kromatina, apoptotska telesca | odvisno od tipa, v splošnem eozinofilnost, pojav vakuol in razpad jedra |
| Razgradnja DNK           | internukleosomalna                                                 | naključna in difuzna                                                    |
| Mehanizmi procesa        | aktivacija genov, encimi (endonukleaze in proteaze)                | pomanjkanje ATP, poškodbe membrane, delovanje prostih radikalov         |
| Reakcija okoljnega tkiva | ni vnetja, fagocitoza apoptotskih telesc                           | vnetje                                                                  |

## Zgodovina in raziskovanje
Temelje apoptoze je opisal nemški znanstvenik Carl Vogt leta 1842, podrobnejši opis procesa pa je podal Walther Flemming leta 1885. Minilo je skorajda stoletje, preden je postala apoptoza zopet predmet zanimanja. Med raziskovanjem tkiva pod elektronskim mikroskopom je John Foxton Ross Kerr uspel razlikovati med apoptozo in celično smrtjo zaradi poškodbe. Po objavi članka so Kerr, Alastair R. Currie in Andrew Wyllie nadaljevali z raziskavami. Na začetku so proces poimenovali kot programirana celična nekroza, pozneje pa so s pomočjo Jamesa Cormacka, profesorja grščine, uvedli termin apoptoza. Za opis procesa je Kerr leta 2002 prejel Nagrado Paula Ehrlicha in Ludwiga Darmstaedtera. Leta 2000 so Sydney Brenner, Robert Horvitz in John E. Sulston prejeli Nobelovo nagrado za fiziologijo ali medicino za njihovo delo v zvezi z apoptozo.